# Traumă

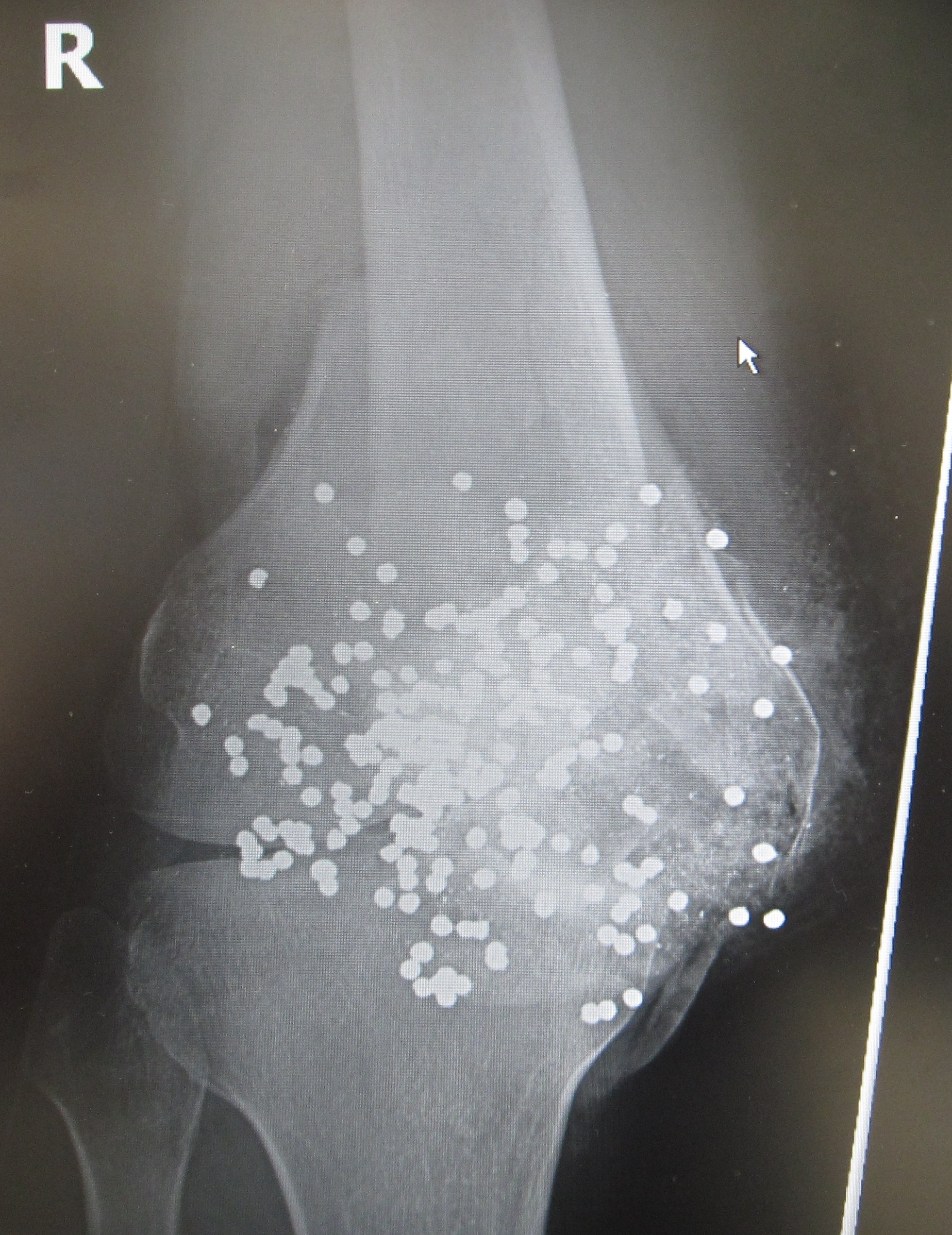
Radiografie a unei traume osoase ca urmare a unei împușcături

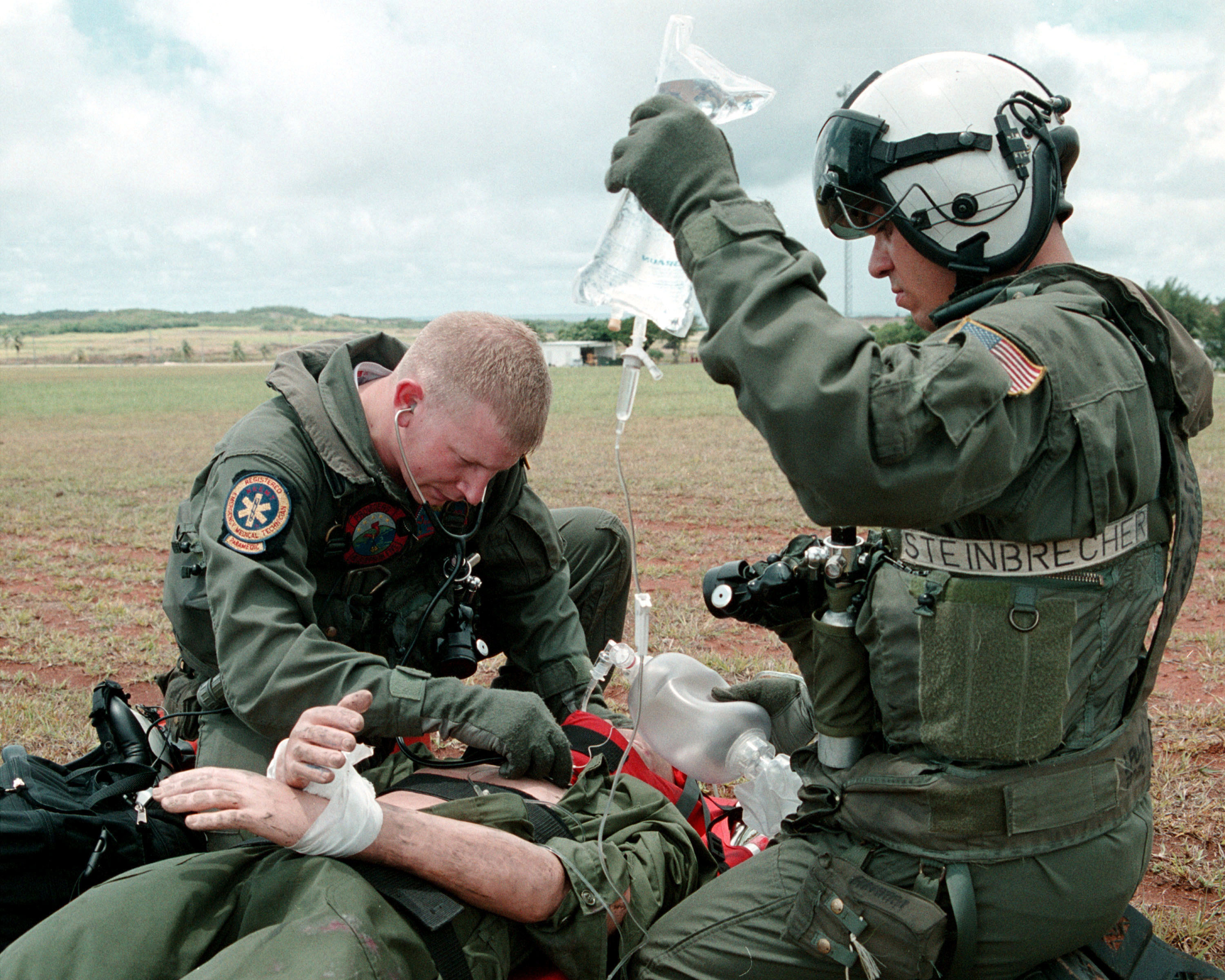
Exercițiu de salvare

Trauma reprezintă o leziune fizică sau psihică. Inițial termenul a fost utilizat de către medici pentru a se desemna leziunea fizică provocată asupra unui pacient de către un factor agresiv extern (de exemplu o lovire cu un obiect contondent, o arsură etc.). Ulterior termenul s-a extins și în psihologie.

## Definiții: traumă, traumatism, traumatologie, stres
Din punct de vedere medical termenul de traumă este echivalent cu cel de rană. În schimb traumatismul este echivalent cu boală generată, cu efectul acelei răni. Termenul de traumatologie se referă la studiul traumelor naturale și a celor provocate de oameni, al consecințelor lor în plan medical sau psihobiologic. Spre deosebire de traumă, stresul este o manifestare cotidiană caracteriastică fiecărei persoane, un sindromul de adaptare pe care individul îl realizează în urma agresiunilor mediului extern. În general persoanele fac față stresului acesta neavând conotația de boală pe care o are trauma.

## Tipuri de traume
În funcție de factorii ce determină trauma se disting două mari categorii:
- traume fizice – factori naturali, independenți de om (de exemplu un accident de mașină sau prăbușirea unei clădiri peste persoanele din interior, cu ocazia unui cutremur)
- traume psihice – provocate de factori ce țin de om, dar nu numai.

### Traumele psihice
Trauma psihologică este un tip de deteriorare a psihicului care se produce ca urmare a producerii unui atac asupra psihicului uman.
Psihologii au definit trauma ca un eveniment de o intensitate foarte mare, eveniment care apare în viața individului și care depășește posibilitățile sale de adaptare. În general acest eveniment neplăcut generează o sensibilizare excesivă a individului la emoțiile ulterioare. Atunci când trauma duce la stress post-traumatic, daunele pot implica schimbări fizice la nivelul creierului uman, schimbări de natură chimică, care afectează capacitatea persoanei de a face față în mod adecvat stresului și care, pe termen lung, generează efecte patogene durabile.

### Traumele fizice
Trauma sau vătămarea fizică referă la o rană produsă de leziuni fizice bruște, ca de pildă o agresiune violentă sau un accident." Acesta poate fi, de exemplu, o fractură sau o arsură. Traumatisme majore pot duce la complicatii secundare, cum ar fi șoc circulator, insuficiență respiratorie și moarte. Resuscitarea unui pacient traumatizat implică adesea multiple proceduri de tratament. Trauma este "șasea cauză de deces la nivel mondial, reprezentând 10% din mortalitatea de toate tipurile, și este o problemă gravă de sănătate publică, având importante costuri sociale și economice.